# كوري راسموس
كوري راسموس (بالإنجليزية: Cory Rasmus)‏ هو لاعب كرة قاعدة أمريكي، ولد في 6 نوفمبر 1987 في كولومبوس في الولايات المتحدة.

## وصلات خارجية
- كوري راسموس على موقع دوري كرة القاعدة الرئيسي (الإنجليزية)
- كوري راسموس على موقعبيزبول رفرنس.كوم (الدوري الرئيسي) (الإنجليزية)
- كوري راسموس على موقعبيزبول رفرنس.كوم (الدوري الثانوي) (الإنجليزية)
- كوري راسموس على موقع إي إس بي إن.كوم (أم.أل.بي) (الإنجليزية)
- كوري راسموس على موقع مشجعي الرسوم البيانية (الإنجليزية)